# Chiến dịch sự phẫn nộ của Chúa trời
Chiến dịch sự giận dữ của Chúa trời (tiếng Hebrew: מבצע זעם האל, Mivtza Za'am Ha'el) cũng được gọi là Chiến dịch Bayonet, là một chiến dịch mật do Israel và Mossad chỉ đạo nhắm tới các cá nhân được cho là có liên quan tới vụ thảm sát Munich năm 1972 trong đó 11 thành viên đội tuyển Olympic Israel đã bị giết hại. Các mục tiêu đều là các thành viên của nhóm chiến binh vũ trang Tháng 9 Đen Palestine và các thành viên của Tổ chức Giải phóng Palestine (PLO). Được Thủ tướng Israel Golda Meir cho phép vào mùa thu năm 1972, chiến dịch này được cho là đã kéo dài trong hơn 20 năm sau đó.
Chiến dịch này đã được miêu tả lại trong bộ phim truyền hình Sword of Gideon (1986), và Munich (2005) của Steven Spielberg.

## Lịch sử
Sau vụ thảm sát Munich tại Olympics mùa hè năm 1972, Thủ tướng Golda Meir đã lập ra Ủy ban X, một nhóm nhỏ các quan chức chính phủ có nhiệm vụ thực hiện hành động trả đũa từ phía Israel, với bà và Bộ trưởng quốc phòng Moshe Dayan làm lãnh đạo. Bà cũng chỉ định Tướng Aharon Yariv làm Cố vấn chống khủng bố của mình; ông này, cùng với Giám đốc Mossad Zvi Zamir, đảm nhiệm vai trò chính trong việc chỉ huy chiến dịch sau đó. Ủy ban đi tới kết luận rằng để ngăn chặn những vụ việc bạo lực nhắm vào Israel trong tương lai, họ cần ám sát những người đã ủng hộ hay tiến hành vụ thảm sát Munich, và thực hiện nó theo cách gây ấn tượng mạnh nhất. Bị áp lực từ phía công chúng Israel và những quan chức tình báo hàng đầu, Meir bất đắc dĩ cho phép chiến dịch ám sát trên diện rộng. Tuy vậy khi ba kẻ tham gia vụ thảm sát Munic được Tây Đức được thả ra chỉ vài tháng sau đó để đáp ứng yêu cầu của những kẻ không tặc một máy bay của Lufthansa, tất cả những do dự của bà đã không còn nữa. Nhiệm vụ đầu tiên của ủy ban cho tình báo Israel là lập ra một danh sách ám sát tất cả những kẻ liên quan tới vụ Munich. Việc này được hoàn thành với sự giúp đỡ của các thành viên PLO đang làm việc cho Mossad, và với thông tin được cung cấp từ các cơ quan tình báo thân cận ở châu Âu. Tuy danh sách đầy đủ không bao giờ được tiết lộ, các báo cáo cho rằng tổng số mục tiêu trong khoảng 20–35, gồm cả các thành viên Tháng 9 Đen và PLO. Khi danh sách đã có, Mossad có nhiệm vụ định vị các cá nhân này và ám sát họ.
Điểm then chốt trong kế hoạch là ý tưởng có thể khước từ, có nghĩa là sẽ không thể chứng minh một mối liên hệ trực tiếp giữa các vụ ám sát và Israel. Ngoài ra, chiến dịch được dự định để gây ra một cảm giác sợ hãi chung trong các chiến binh Palestine. Theo David Kimche, cựu phó giám đốc Mossad, "Mục tiêu không chỉ là trả thù mà chủ yếu khiến chúng [những tên khủng bố Palestine] thấy sợ hãi. Chúng tôi muốn chúng phải nhìn về phía sau và cảm thấy đang bị theo dõi. Và vì thế chúng tôi tìm cách không chỉ thực hiện mọi việc bằng cách bắn giết một tên trên đường phố – điều đó dễ dàng quá... rõ là vậy."
Mọi người cũng biết mật vụ Mossad Michael Harari có nhiệm vụ thành lập và chỉ huy các đội, dù một số không phải luôn luôn thuộc trách nhiệm của chính phủ. Tác gia Simon Reeve giải thích rằng đội của Mossad—có tên theo bảng chữ cái Hebrew—gồm:

...mười lăm người được chia thành năm đội: "Aleph", hai sát thủ chuyên nghiệp; "Bet", hai người làm nhiệm vụ bảo vệ các Alephs; "Het", hai người tạo vỏ bọc cho cả đội bằng cách thuê phòng khách sạn, nhà ở, ô tô và các thứ khác; "Ayin", gồm từ sáu tới tám điệp viên làm xương sống của chiến dịch, bảo vệ các mục tiêu và thiết lập đường thoát cho các đội Aleph và Bet; và "Qoph", hai điệp viên chuyên trách thông tin.

Cách bố trí này tương tự như katsa của Mossad miêu tả của Victor Ostrovsky về các đội ám sát của Mossad, Kidon. Trên thực tế, Ostrovsky nói trong cuốn sách của ông rằng chính các đơn vị Kidon thực hiện các vụ ám sát. Điều này được tác giả Gordon Thomas người đã được tiếp cận một số báo cáo thẩm vấn do tám thành viên đội Kidon và 80 thành viên hỗ trợ tham gia vào các vụ ám sát ủng hộ.
Một báo cáo khác của tác giả Aaron Klein nói rằng các đội đó thực ra là thuộc một đơn vị tên là Caesarea, sẽ được đổi tên và tái tổ chức vào Kidon hồi giữa những năm 1970. Harari cuối cùng chỉ huy ba đội Caesarea với khoảng 12 người mỗi đội. Họ tiếp tục được chia thành các đội hậu cầu, trinh sát và ám sát.
Một trong các đội bí mật đã bị phát giác sau vụ Lillehammer (xem đoạn Ali Hassan Salameh dưới đây), khi sáu thành viên đội ám sát của Mossad bị chính quyền Na Uy bắt giữ. Harari trốn thoát về Israel, và có lẽ một số người khác cũng trốn thoát được cùng anh ta. Một bài báo trên tạp chí Time ngay sau vụ ám sát nói tổng số thành viên Mossad là 15 người, cũng tương tự như các miêu tả ở trên.
Một tường thuật khác có từ cuốn sách Vengeance, trong đó tác giả cho rằng, theo nguồn tin của anh ta, Mossad đã lập ra đội gồm năm đặc vụ đã được huấn luyện mà anh ta [nguồn tin] chỉ huy tại châu Âu. Cuốn sách cũng nói rằng đội hoạt động bên ngoài sự chỉ huy trực tiếp của chính phủ, và chỉ liên hệ với Harari.
Nhiều giờ trước mỗi vụ ám sát, mỗi gia đình của mục tiêu sẽ nhận được hoa với thiệp chia buồn viết: "Một sự tưởng nhớ chúng tôi không quên hay tha thứ."

## Chiến dịch

### 1972–1988
Vụ ám sát đầu tiên diễn ra ngày 16 tháng 10 năm 1972, khi Wael Zwaiter người Palestine bị giết tại Roma. Các điệp viên Mossad đã chờ sẵn khi ông quay về sau khi ăn tối và bắn ông mười một phát, mỗi phát cho một người Israel thiệt mạng trong vụ thảm sát Munich. Sau khi bắn, họ nhanh chóng chạy thoát tới một địa điểm an toàn. Vào thời điểm đó Zwaiter là đại diện của PLO tại Italia, và tuy Israel bí mật coi ông là một thành viên của Tháng 9 Đen và có tham gia vào một âm mưu không thành chống lại hãng hàng không El Al, các thành viên của PLO cho rằng ông ta không hề có liên quan. Abu Iyad, phó chủ tịch PLO, tuyên bố rằng Zwaiter là người "hăng hái" chống khủng bố.
Mục tiêu thứ hai của Mossad là Dr. Mahmoud Hamshari, đại diện của PLO tại Pháp. Israel tin rằng ông là lãnh đạo của Tháng 9 Đen tại Pháp. Dùng một điệp viên giả làm một nhà báo người Italia, Mossad đã lừa ông ra khỏi căn hộ ở Paris để một đội chất nổ thâm nhập và đặt một quả bom dưới điện thoại bàn. Ngày 8 tháng 12 năm 8, 1972, điệp viên giả làm nhà báo gọi tới căn hộ của Hamshari và hỏi ông có phải là Hamshari không. Sau khi Hamshari xác nhận đúng là mình, điệp viên đó đã ra hiệu cho các đồng đội khác kích hoạt quả bom trong điện thoại. Hamshari bị thương nặng, nhưng vẫn còn đủ tỉnh táo để nói với các điều tra Paris những điều đã xảy ra. Hamshari chết trong bệnh viện vài tuần sau đó. Một vụ ám sát khác diễn ra tại London, nơi một nhà hoạt động người Palestine đã bị đẩy khéo léo xuống dưới gầm xe buýt trong giờ cao điểm.
Trong đêm ngày 24 tháng 1 năm 1973, Hussein Al Bashir (người Jordan), đại diện của Fatah tại Cộng hòa Síp, tắt đèn phòng mình tại phòng khách sạn Olympic ở Nicosia. Vài giây sau, một quả bom đặt dưới gậm giường ông được kích hoạt từ xa, làm ông thiệt mạng và gây hư hại cho căn phòng. Israel tin rằng ông là lãnh đạo của Tháng 9 Đen tại Cyprus, dù một lý do khác cho vụ ám sát ông có thể do ông có những quan hệ thân cận với KGB.
Ngày 6 tháng 4 năm 1973, Dr. Basil al-Kubaissi, một giáo sư luật tại American University of Beirut bị Israel nghi ngờ cung cấp hậu cần vũ khí cho Tháng 9 Đen cũng như có liên quan tới các âm mưu khác của Palestine, bị bắn hạ tại Paris khi ông đang quay về nhà sau khi ăn tối. Giống những vụ ám sát trước, ông bị các điệp viên Mossad bắn khoảng 12 lần.
Ba trong số các mục tiêu trong danh sách của Mossad sống trong những ngôi nhà được canh phòng cẩn mật tại Liban nằm ngoài tầm với của những cách thức ám sát trước đó. Để ám sát họ, Chiến dịch Mùa xuân Tuổi trẻ được tung ra như một phần của chiến dịch lớn Sự phẫn nộ của Chúa trời. Đêm ngày 9 tháng 4 năm 1973, các biệt kích Sayeret Matkal, Shayetet 13, và Sayeret Tzanhanim từ tàu hải quân Israel dùng xuồng đổ bộ lên bờ biển Liban. Các biệt kích được các điệp viên Mossad đón, đưa họ tới các mục tiêu trong những chiếc xe thuê ngày hôm trước, và sau đó đưa họ quay lại bãi biển để rút lui. Các biệt kích mặc giả làm dân thường, và một số người đóng giả phụ nữ. Họ đã tấn công các ngôi nhà được canh giữ cẩn mật tại Beirut và giết Muhammad Youssef al-Najjar (chỉ huy chiến dịch của Tháng 9 Đen), Kamal Adwan (một chỉ huy chiến dịch hàng đầu trong PLO) và Kamal Nasser (thành viên và người phát ngôn của Ủy ban hành pháp PLO). Trong chiến dịch này, hai sĩ quan cảnh sát Liban, một công dân Italia và vợ của Najjar cũng thiệt mạng. Một biệt kích Israel bị thương. Lính dù Sayeret Tzanhanim đột kích một tòa nhà sáu tầng là trụ sở của Mặt trận Nhân dân Giải phóng Palestine. Lính dù gặp sự chống cự mạnh làm hai người thiệt mạng, nhưng họ đã phá hủy được tòa nhà. 13 biệt kích Shayetet và lính dù Sayeret Tzanhanim cũng tấn công vào các cơ sở chế tạo vũ khí và nhà kho xăng của PLO. Khoảng 12–100 thành viên PLO và PFLP bị giết trong những vụ tấn công.
Ba vụ tấn công khác diễn ra ngay sau chiến dịch đột kích vào Liban. Zaiad Muchasi, người thay thế Hussein Al Bashir tại Cyprus, bị giết bởi một quả bom trong phòng khách sạn tại Athens ngày 11 tháng 4. Hai thành viên Tháng 9 Đen cấp thấp khác, Abdel Hamid Shibi và Abdel Hadi Nakaa, bị thương trong xe của họ tại Roma.
Các điệp viên Mossad cũng bắt đầu theo đuổi Mohammad Boudia, người gốc Algeria, giám đốc chiến dịch của Tháng 9 Đen tại Pháp, người nổi tiếng về khả năng cải trang cũng như có quan hệ lăng nhăng. Ngày 28 tháng 6 năm 1973, Boudia bị giết tại Paris bởi một quả bom kích nổ do áp suất gói kèm rất nhiều đinh ốc bên dưới ghế xe của ông.
Ngày 15 tháng 12 năm 1979, hai người Palestine, Ali Salem Ahmed và Ibrahim Abdul Aziz, bị giết tại Cyprus. Theo cảnh sát, cả hai bị bắn bằng súng giảm thanh ở cự ly gần.
Ngày 17 tháng 6 năm 1982, hai thành viên cấp cao của PLO tại Italia bị giết trong những cuộc tấn công riêng biệt. Nazeyh Mayer, một lãnh đạo trong văn phòng của PLO tại Roma, bị bắn chết bên ngoài ngôi nhà của ông. Kamal Husain, phó giám đốc văn phòng PLO tại Roma, bị giết bởi một quả bom mảnh đặt dưới ghế sau trong xe ông, chỉ chưa tới 7 tiếng sau khi ông tới thăm nhà của Mayer và giúp cảnh sát trong cuộc điều tra.
Ngày 23 tháng 7 năm 1982, Fadl Dani, phó giám đốc văn phòng PLO tại Paris, bị giết bởi một quả bom đặt trong xe. Ngày 21 tháng 8 năm 1983, quan chức của PLO Mamoun Meraish bị giết trong xe tại Athens bởi hai điệp viên Mossad bắn ông từ một xe máy .
Ngày 10 tháng 6 năm 1986, Khaled Ahmed Nazal, Tổng thư ký phái DFLP của PLO, bị bắn hạ bên ngoài một khách sạn ở Athens, Hy Lạp. Nazal bị bắn bốn phát vào đầu. Ngày 21 tháng 10 năm 1986, Munzer Abu Ghazala, một quan chức cao cấp của PLO và thành viên của Hội đồng Quốc gia Palestine, bị giết bởi một quả bọm khi ông lái xe qua một khu ngoại ô Athens.
Ngày 14 tháng 2 năm 1988, một quả bom xe phát nổ tại Limassol, Cyprus, giết hại hai người Palestine là Abu Al Hassan Qasim và Hamdi Adwan, và làm bị thương Marwan Kanafami.

### Ali Hassan Salameh
Mossad tiếp tục tìm kiếm Ali Hassan Salameh, biệt hiệu Red Prince, người lãnh đạo Force 17 và đặc vụ của Tháng 9 Đen được Israel cho là kẻ đạo diễn đứng sau vụ thảm sát Munich. Điều này đã bị nghi ngờ do những tường thuật của các quan chức cao cấp Tháng 9 Đen, cho rằng tuy ông ta có dính tới nhiều vụ tấn công tại châu Âu, Salameh hoàn toàn không liên quan tới các sự kiện ở Munich.
Gần một năm sau vụ Munich, Mossad tin rằng cuối cùng họ cũng định vị được Salameh tại thị trấn nhỏ Lillehammer ở Na Uy. Ngày 21 tháng 7 năm 1973, trong vụ việc sẽ được gọi là vụ Lillehammer, một đội điệp viên Mossad đã bắn chết Ahmed Bouchiki, một bồi bàn người Maroc không liên quan tới vụ tấn công ở Munich và Tháng 9 Đen, sau khi một người đưa tin nhận diện nhầm Bouchiki là Salameh. Sáu điệp viên Mossad, gồm cả hai phụ nữ, bị cảnh sát địa phương bắt giữ, trong khi những người khác, gồm cả chỉ huy đội, Michael Harari, đào thoát được về Israel. Năm người bị bắt bị kết án giết người và bị tống giam, nhưng đã được thả và quay về Israel năm 1975. Victor Ostrovsky cho rằng Salameh đã đạo diễn để Mossad phạm sai lầm khi cung cấp các thông tin giả về hành tung của mình.
Tháng 1 năm 1974, các điệp viên Mossad được bí mật triển khai tới Thụy Sĩ sau khi có thông tin rằng Salameh sẽ gặp các lãnh đạo PLO tại một nhà thờ vào ngày 12 tháng 1. Hai sát thủ đã vào nhà thờ khi cuộc gặp gỡ đang diễn ra, và gặp ba người giống người Ả rập. Một người trong số họ định lấy vũ khí, và lập tức cả ba bị bắn chết. Các điệp viên Mossad tiếp tục đi vào nhà thờ tìm kiếm Salameh, nhưng không thấy ông ta. Trong một thời gian ngắn, họ quyết định hủy bỏ nhiệm vụ và đào thoát.
Một thời gian ngắn sau đó, ba điệp viên Mossad đi tới London gặp gỡ với một nguồn tin về Salameh. Khi người này không thể cung cấp tin, các thành viên đội nghi ngờ rằng họ đang bị theo dõi. Một nữ sát thủ giết thuê đã quyến rũ một điệp viên tại Europa Hotel, sau đó bắn chết anh ta trong phòng. Các thành viên đội Mossad định vị được người phụ nữ này tại Amsterdam ba tháng sau đó và cô ta bị giết gần nhà ngày 21 tháng 8. Các nguồn tin địa phương cho biết cô ta là một sát thủ làm thuê tự do. Lãnh đạo đội Kidon sau đó đã bị khiển trách vì hành động ám sát bên ngoài phạm vi nhiệm vụ.
Sau vụ việc, chỉ huy chiến dịch Michael Harari được lệnh hủy bỏ âm mưu ám sát Salameh. Tuy nhiên, đội Kidon thống nhất bỏ qua mệnh lệnh và gắng một lần nữa để giết Salameh. Tin tình báo cho rằng Salameh đang ở trong một ngôi nhà tại Tarifa, Tây Ban Nha. Khi ba điệp viên tiếp cận, họ bị một nhân viên an ninh Ả rập áp sát. Người này giơ ra một khẩu AK-47 và lập tức bị bắn. Chiến dịch bị hủy bỏ, và đội thoát về địa điểm an toàn.
Sau vụ Lillehammer, sự giận dữ quốc tế về vụ giết hại nhầm buộc Golda Meir ra lệnh ngừng Chiến dịch sự phẫn nộ của Chúa trời. Cuộc điều tra sau đó của Na Uy và những tiết lộ từ các điệp viên bị bắt giữ đã làm ảnh hưởng tới các cơ quan của Mossad trên khắp châu Âu, gồm cả những địa điểm an toàn, các điệp viên, và các phương pháp hành động. Năm năm sau, quyết định tiếp tục chiến dịch được đưa ra dưới thời thủ tướng mới Menachem Begin, và tìm kiếm những người trong danh sách vẫn còn đang tự do.
Mossad bắt đầu theo dõi các hành động của Salameh sau khi theo ông về Beirut vào cuối mùa hè năm 1978. Tháng 11 năm1978, một nữ điệp viên Mossad xưng tên là Erika Chambers vào Liban với một hộ chiếu Anh được cấp năm 1975, và thuê một căn hộ tại Rue Verdun, một con phố nơi Salameh thường qua lại. Nhiều điệp viên khác cũng tới, gồm cả hai người có tên giả là Peter Scriver và Roland Kolberg, với hộ chiếu Anh và hộ chiếu Canada. Một thời gian sau khi họ tới, một chiếc Volkswagen chất đầy thuốc nổ dẻo đỗ dọc theo Rue Verdun trong tầm quan sát của căn hộ thuê. Lúc 3:35 chiều ngày 22 tháng 1 năm 1979, khi Salameh và bốn vệ sỹ đi xuôi phố trên một chiếc Chevrolet, khối thuốc nổ trong chiếc Volkswagen được kích hoạt bằng một thiết bị điều khiển từ xa từ căn hộ thuê, giết chết tất cả mọi người trong chiếc Chevrolet. Sau năm lần không thành công, Mossad đã ám sát được Salameh. Tuy nhiên, vụ nổ cũng giết chết bốn người vô tội đi ngang, gồm cả một sinh viên Anh và một bà sơ người Đức, và làm bị thương 18 người khác. Ngay sau chiến dịch, ba sĩ quan Mossad, và 14 người khác được cho là cũng liên quan biến mất không dấu vết.

### Những kẻ bắt giữ con tin ở Munich
Ba trong tám chiến binh tiến hành vụ thảm sát Munich còn sống sau nỗ lực giải cứu của Đức tại căn cứ không quân Fürstenfeldbruck vào đêm cuối của cuộc khủng hoảng bị đưa ra trước tòa án Đức: Jamal Al-Gashey, Adnan Al-Gashey, và Mohammed Safady. Họ được thả sau khi những kẻ không tặc chuyến bay 615 của Lufthansa yêu cầu chính phủ Tây Đức.
Mọi người đều cho rằng Adnan Al-Gashey và Mohammed Safady đã bị ám sát nhiều năm sau vụ thảm sát; Al-Gashey bị tìm thấy sau khi liên hệ với một người anh/em họ tại một quốc gia vùng Vịnh, và Safady bị phát hiện sau khi liên hệ với gia đình tại Liban. Việc này bị tác giả người Israel Aaron Klein nghi ngờ, ông viết rằng Adnan chết vì bệnh tim trong thập niên 1970 và Safady hoặc bị giết bởi Christian Phalangists tại Liban đầu thập niên 1980 hoặc, theo một thành viên PLO thân cận với Safady, vẫn còn sống đến ngày nay. Jamal Al-Gashey trốn tránh ở Bắc Phi; lần cuối ông xuất hiện vào năm 1999, khi có một cuộc phỏng vấn với giám đốc Kevin MacDonald cho bộ phim tài liệu One Day in September.

### Các hành động khác
Cùng với các vụ ám sát, Mossad đã sử dụng nhiều biện pháp khác để trả đũa vụ thảm sát Munich và răn đe những hành động khủng bố trong tương lai. Mossad thực hiện một chiến dịch bom thư chống lại các quan chức người Palestine trên khắp châu Âu. Nhà sử học Benny Morris viết rằng những vụ tấn công này gây thương tích không tới mức thiệt mạng cho các mục tiêu, bao gồm những người tại Algeria và Libya, các nhà hoạt động sinh viên Palestine tại Bonn và Copenhagen, và một quan chức Lưỡi liềm Đỏ tại Stockholm. Klein cũng nêu ra một vụ việc tại Cairo nơi một quả bom đã gặp trục trặc, khiến hai mục tiêu người Palestine thoát nạn.
Cựu katsa Mossad Victor Ostrovsky tuyên bố rằng Mossad cũng sử dụng các chiến thuật chiến tranh tâm lý như đưa ra lời cáo phó cho các chiến binh vẫn còn đang sống và gửi những thông tin cá nhân rất chi tiết cho những người khác. Reeve còn nói thêm rằng Mossad sẽ gọi điện cho các quan chức cấp thấp người Palestine, và sau khi tiết lộ thông tin cá nhân của họ, sẽ cảnh báo họ tránh khỏi bất kỳ hành động nào vì sự nghiệp của người Palestine. Tác gia tình báo người Anh Gordon Thomas đã viết rằng nhiều giờ trước khi mỗi chiến binh bị giết, gia đình anh ta sẽ nhận được hoa và lời chia buồn có dòng chữ "Một sự tưởng nhớ chúng tôi sẽ không quên hay tha thứ". Thomas còn tuyên bố rằng sau mỗi vụ ám sát, ban chiến tranh tâm lý của Mossad sẽ cho rò rỉ các thông tin về người đã chết trên những tờ báo tiếng Ả rập ở khắp Trung Đông.

### Các vụ ám sát khác
Nhiều vụ ám sát hay nỗ lực ám sát khác đã được gán cho chiến dịch sự phẫn nộ của Chúa trời, dù vẫn có những hoài nghi về việc Mossad có đứng sau chúng hay không, hay các phe nhóm li khai của Palestine thực hiện chúng. Vụ ám sát đầu tiên như thế diễn ra ngày 4 tháng 1 năm 1978, khi Said Hammami, đại diện PLO tại London bị bắn chết. Vụ ám sát được cho là tác phẩm của Mossad hay Tổ chức Abu Nidal. Ngày 3 tháng 8 năm 1978, Ezzedine Kalak, lãnh đạo văn phòng Paris của PLO cùng người phó Hamad Adnan, bị giết tại văn phòng trong tòa nhà của Liên đoàn Ả rập. Ba thành viên khác của Liên đoàn Ả rập và PLO bị thương. Vụ tấn công này hoặc do Mossad hoặc do Tổ chức Abu Nidal. Ngày 27 tháng 7 năm 1979. Zuheir Mohsen, lãnh đạo các chiến dịch quân sự của PLO, bị bắn hạ tại Cannes, Pháp ngay sau khi rời một sòng bạc. Trách nhiệm vụ tấn công này bị nhiều bên gán cho Mossad, các nhóm Palestine khác hay thậm chí là cả Ai Cập. Ngày 1 tháng 6 năm 1981, Naim Khader, đại diện PLO tại Bỉ, bị ám sát tại Brussels. Các quan chức PLO tại văn phòng thông tin và liên lạc tại Brussels đã ra một tuyên bố buộc tội Israel đứng sau vụ giết hại này. Abu Daoud, một chỉ huy Tháng 9 Đen, người công khai tuyên bố đã giúp lên kế hoạch vụ tấn công Munich, bị bắn nhiều lần ngày 1 tháng 8 năm 1981 bởi một tay súng tại quán cà phê trong khách sạn ở Warsaw. Daoud sống sót sau vụ này. Không rõ vụ việc do Mossad hay một phe phái Palestine khác thực hiện. Daoud tuyên bố rằng vụ tấn công do một điệp viên hai mang người Palestine của Mossad, người bị PLO giết 10 năm sau đó tiến hành. Ngày 1 tháng 3 năm 1982, quan chức PLO Nabil Wadi Aranki bị giết tại Madrid. Ngày 8 tháng 6 năm 1992 lãnh đạo tình báo của PLO Atef Bseiso bị bắn chết tại Paris bởi hai tay súng với các vũ khí giảm thanh. Trong khi PLO và một cuốn sách của tác giả người Israel Aaron Klein buộc tội Mossad cho vụ việc này, các báo cáo khác chỉ ra rằng Tổ chức Abu Nidal đứng đằng sau nó.

## Phản ứng

### Phản ứng của Tháng 9 Đen
Tháng 9 Đen đã có nỗ lực và thực hiện một số vụ tấn công và các vụ bắt giữ con tin chống lại Israel.
Tương tự như chiến dịch đánh bom thư của Mossad, hàng chục bom thư đã được gửi từ Amsterdam tới các hộp thư ngoại giao của Israel trên thế giới vào tháng 9 và tháng 10 năm 1972. Một vụ tấn công trong số đó đã làm thiệt mạng Ami Shachori, một cố vấn nông nghiệp người Israel tại Anh.

#### Âm mưu ám sát Golda Meir tại Roma
Tháng 9 Đen đã lập một âm mưu khi họ biết thủ tướng Israel Golda Meir sẽ tới Roma để gặp Giáo hoàng Paul VI vào tháng 1 năm 1973. Cuộc viếng thăm theo dự định được đặt dưới sự giám sát chặt chẽ và bí mật của Israel, và những tin tức về cuộc viếng thăm sắp diễn ra có lẽ đã bị tiết lộ bởi một linh mục ủng hộ Palestine trong Bộ ngoại giao Vatican. Chỉ huy Tháng 9 Đen Ali Hassan Salameh bắt đầu lập một kế hoạch tấn công tên lửa vào máy bay của Meir khi nó tới Roma. Mục tiêu của Salameh không chỉ là thủ tướng Meir, mà cả những bộ trưởng then chốt và các sĩ quan cao cấp của Mossad tháp tùng bà. Ở thời điểm ấy, Salameh đàm phán với Liên Xô, yêu cầu tị nạn, và ông ta hy vọng khi Israel gượng dậy được sau vụ này, ông và người của mình đã an toàn ở Liên Xô, ngoài tầm với của Israel. Tháng 9 Đen đưa lậu nhiều tên lửa vác vai Strela 2 tới Bari, Italia, từ Dubrovnik, Nam Tư, bằng thuyền. Các tên lửa này sau đó được mang tới Roma và được đặt quanh sân bay Fiumicino ngay trước khi Meir tới nơi. Để đánh lừa sự chú ý của Mossad khỏi Roma trước vụ tấn công, Salameh đã lập một kế hoạch tấn công vào đại sứ quán Israel tại Bangkok, Thái Lan.
Ngày 28 tháng 12 năm 1972, bốn thành viên Tháng 9 Đen chiếm đại sứ quán Israel tại Bangkok, bắt giữ 12 con tin. Họ treo lá cờ PLO lên tòa nhà, và đe dọa giết các con tin trừ khi 36 tù nhân PLO được thả. Tòa nhà bị quân đội và cảnh sát Thái Lan bao vây. Lựa chọn một chiến dịch giải cứu đã được đưa ra tại Israel nhưng sau đó bị hủy bỏ. Chiến dịch giải cứu bị coi là không khả thi về hậu cần, và mọi người cũng cho rằng vì tòa sứ quán nằm ở trung tâm Bangkok đông đúc, chính phủ Thái Lan sẽ không bao giờ cho phép xảy ra khả năng một vụ bắn nhau. Dù những yêu cầu không được đáp ứng, những cuộc đàm phán đã dẫn tới kết cục tất cả các con tin được tự do và các du kích quân Tháng 9 Đen được đào thoát an toàn tới Cairo.
Mossad phát hiện âm mưu ám sát Golda Meir ngày 14 tháng 1 năm 1973, khi một sayan, hay một tình nguyện viên địa phương, thông báo cho Mossad rằng anh ta đã xử lý hai cuộc gọi từ một số điện thoại trả tiền trong một khu nhà nơi các thành viên PLO thỉnh thoảng trú ngụ. Những cuộc gọi được thực hiện bằng tiếng Ả rập]], là tiếng mà sayan sử dụng. Nói bằng mật mã, người gọi nói rằng lúc đó là "thời điểm chuyển các cây nến sinh nhật tới buổi lễ". Tổng giám đốc Mossad Zvi Zamir tin rằng đó là một mệnh lệnh đã được mã hóa liên quan tới một vụ tấn công sắp diễn ra. Zamir đã tin rằng cuộc tấn công vào đại sứ quán ở Bangkok chỉ để đánh lạc hướng cho một vụ lớn hơn, vì những kẻ tham gia đã quá dễ dàng đầu hàng, một điều ông không trông đợi ở một nhóm được huấn luyện, trang bị tốt, xảo quyệt cũng như có động cơ như Tháng 9 Đen. Zamir còn cho rằng "nến sinh nhật" có thể để chỉ vũ khí, và khả năng lớn nhất đó là tên lửa. Zamir liên hệ vụ tấn công tên lửa sắp diễn ra với chuyến đi sắp tới của Meir, và đoán rằng Tháng 9 Đen đang lên kế hoạch bắn hạ máy bay của Meir. Sau đó Zamir đã cử một katsa của Mossad, hay sĩ quan tình báo hiện trường, tới Roma, và tới thành phố với một đội sĩ quan Mossad. Zamir gặp gỡ với lãnh đạo DIGOS, đơn vị chống khủng bố của Italia, và trình bày những lo ngại của mình. Các sĩ quan DIGOS đã đột kích tòa nhà nơi các cuộc gọi được thực hiện, và tìm thấy một cuốn sách hướng dẫn phóng tên lửa của Nga. Trong suốt đêm, các đội DIGOS, mỗi đội đều có sự hộ tống của một katsa Mossad, đột kích những căn hộ đã được xác định là của PLO, nhưng không tìm thấy bằng chứng về bất kỳ âm mưu ám sát Meir nào. Trong buổi sáng, vài giờ trước khi máy bay của Meir tới nơi, các điệp viên Mossad và cảnh sát Italia đã bao vây sân bay Fiumicino.
Một katsa của Mossad phát hiện một chiếc xe tải van Fiat đậu trên cánh đồng gần đường băng. Điệp viên này ra lệnh cho tài xế đi ra chỗ khác. Cửa sau xe bất ngờ mở, và hai chiến binh nổ súng. Điệp viên Mossad bắn trả, làm bị thương nặng cả hai người. Chiếc xe tải bị phát hiện có chứa sáu tên lửa. Người lái xe bỏ chạy bộ và bị điệp viên đuổi theo. Anh ta tìm cách cướp một chiếc xe do một điệp viên Mossad khác đang trên đường tuần tra điều khiển. Người lái xe bị tóm vào xe và đưa tới chiếc xe tải đang làm trung tâm chỉ huy di động của Mossad, nơi anh ta khai ra một đội tên lửa khác ở gần sau khi bị đánh dã man. Sau đó chiếc xe tải rời đi về hướng bắc. Một chiếc xe bán cafe khác với ba quả tên lửa thòi ra trên nóc bị phát hiện. Chiếc xe tải lao vào xe bán cafe làm nó lật ngửa, khiến đội phóng tên lửa kẹt ở trong và bị kẹt dưới trọng lượng của những quả tên lửa. Người lái xe bất tỉnh bị lôi khỏi xe và ném sang bên đường, DIGOS được báo động rằng đã có "một vụ tai nạn hay ho cần họ tới xem". Zamir suy nghĩ nhanh về việc có nên giết những chiến binh người Palestine nhưng cho rằng cái chết của họ sẽ làm Golda Meir khó xử khi gặp gỡ Giáo hoàng. Các chiến binh, những người có liên quan tới vụ thảm sát Munich, được đưa tới bệnh viện và sau đó được cho phép bay tới Libya, nhưng chỉ trong vòng vài tháng, tất cả họ đều bị Mossad tiêu diệt.

#### Ám sát người Israel và các quan chức quốc tế khác
Hai người Israel bị tình nghi là các nhân viên tình báo đã bị bắn chết, cũng như một quan chức Israel tại Washington. Baruch Cohen, một điệp viên Mossad tại Madrid, bị giết ngày 23 tháng 1 năm 1973 bởi một đầu mối tiếp xúc là một thanh niên Palestine. Các nhân viên Mossad tham gia chiến dịch sau này được giao nhiệm vụ điều tra và trả thù cho cái chết của Cohen, và ít nhất ba người Palestine liên quan tới việc lập kế hoạch và tiến hành giết Cohen đã bị ám sát. Vittorio Olivares, một nhân viên El Al người Italia bị Tháng 9 Đen nghi ngờ, và bị bắn chết tại Roma tháng 4 năm 1973. Tùy viên quân sự Israel tại Hoa Kỳ, Đại tá Yosef Alon, bị ám sát ngày 1 tháng 7 năm 1973 tại Chevy Chase, Maryland.
Tháng 9 Đen đã tiến hành nhiều vụ tấn công khác gián tiếp chống lại Israel, bao gồm việc bắt giữ các nhà ngoại giao phương Tây tại đại sứ quán Ả rập Saudi ở Khartoum (xem: Các vụ ám sát ngoại giao năm 1973 tại Khartoum), nhưng nhóm này đã bị al-Fatah chính thức giải tán tháng 12 năm 1974.

### Phản ứng của khối Ả rập
Tuy làn sóng những vụ ám sát đầu tiên từ tháng 10 năm 1972 tới đầu năm 1973 gây ra sự kinh hoàng trong thành phần quan chức Palestine, nhưng chính cuộc đột kích vào Liban – Chiến dịch mùa xuân tuổi trẻ tháng 4 năm 1973 – mới thật sự làm thế giới Ả rập kinh ngạc. Sự táo bạo của phi vụ, cộng với sự thực rằng những lãnh đạo cao cấp như Yasser Arafat, Abu Iyad và Ali Hassan Salameh cũng không tránh xa được khỏi cuộc xung đột, khiến tạo ra niềm tin rằng Israel có khả năng tấn công vào bất kỳ đâu, và bất kỳ lúc nào. Cuộc tấn công cũng gây ra không khí tang tóc to lớn. Tại lễ tang cho các nạn nhân cuộc đột kích, nửa triệu người đã đổ xuống các đường phố Beirut. Gần sáu năm sau, 100.000 người, gồm cả Arafat, đã quay lại thành phố này để chôn cất Salameh.
Chiến dịch cũng khiến một số chính phủ Ả rập vốn ít có quan điểm cực đoan bắt đầu gây áp lực với người Palestine đòi chấm dứt các cuộc tấn công vào các mục tiêu Israel. Đe dọa rút lui sự hỗ trợ cho người Palestine nếu họ tiếp tục dùng hộ chiếu do nước mình cung cấp khi đi lại trong các vụ tấn công chống lại Israel, một số chiến binh Palestine từ đó bắt đầu dùng các giấy tờ Israel giả.

## Chỉ trích
Trong cuốn sách xuất bản năm 2005 Striking Back của mình, tác giả Aaron Klein (người nói cuốn sách của ông một phần lớn dựa vào những cuộc phỏng vấn hiếm có với các quan chức Mossad có tham gia các phi vụ trả đũa) cho rằng Mossad chỉ có một người có liên hệ trực tiếp với vụ thảm sát. Người này, Atef Bseiso, bị giết tại Paris năm 1992. Klein nói tiếp rằng việc thu thập tin tức về Wael Zwaiter, người Palestine đầu tiên thiệt mạng, là "không được xác nhận và đã được tham khảo không đúng cách. Nhìn lại, vụ ám sát của ông là một sai lầm." Ông nói thêm rằng những kẻ lập kế hoạch và thực hiện vụ Munich thực sự đã chạy trốn từ lâu với các vệ sỹ ở khối Đông Âu và thế giới Ả rập, nơi Israel không thể với tới. Hầu hết những người bị giết đều là những nhân vật Palestine cấp thấp, những người cảm thấy may mắn được đi lại ở Tây Âu khi không được bảo vệ. "Các quan chức an ninh Israel tuyên bố rằng những người chết phải chịu trách nhiệm cho vụ Munich; các tuyên bố của PLO cho rằng họ là những nhân vật quan trọng; và vì thế hình ảnh Mossad như một tổ chức có thể giáng xuống những cái chết ngày càng gia tăng." Tác giả Klein cho rằng hiến dịch không chỉ có mục tiêu trừng phạt những kẻ thực hiện vụ Munich mà còn để phá vỡ và ngăn chặn những hành động khủng bố tương lai. "Với mục tiêu thứ hai, cái chết của một thành viên PLO cũng có giá trị như với một thành viên khác." Klein trích lời một nguồn tin tình báo cao cấp: "Máu chúng tôi đang sôi lên. Khi có thông tin ám chỉ một ai đó, chúng tôi sẽ không kiểm tra lại với một chiếc kính lúp."
Abu Daoud, một trong những kẻ lập kế hoạch chính của vụ thảm sát Munich, đã nói trong những cuộc phỏng vấn trước khi bộ phim Munich phát hành rằng "Tôi đã quay trở lại Ramallah năm 1995, và Israel biết rằng tôi là người lập kế hoạch vụ Munich." Lãnh đạo tháng 9 Đen, Abu Iyad, cũng không bị Israel giết, dù ông ta bị ám sát năm 1991 tại Tunis bởi Tổ chức Abu Nidal. Cựu lãnh đạo Mossad Zvi Zamir đã phản bác điều này trong một cuộc phỏng vấn năm 2006, khi ông nói rằng Israel quan tâm hơn tới việc tấn công "cơ sở hạ tầng của các tổ chức khủng bố ở châu Âu" hơn là những kẻ trực tiếp chịu trách nhiệm cho vụ Munich. "We had no choice but to start with preventive measures."
Khi chiến dịch tiếp diễn, họ hàng của những vận động viên bị thiệt mạng tại Munich được báo thông tin. Simon Reeve viết rằng một số người cảm thấy đó là sự đúng đắn, trong khi những người khác, gồm cả vợ của vận động viên đấu kiếm Andre Spitzer, cảm thấy bối rối. Vợ của điệp viên Mossad bị ám sát Baruch Cohen, gọi chiến dịch này, đặc biệt là những chiến dịch bên ngoài nhằm tới những người đã giết chồng bà, là kinh tởm.
Theo Ronen Bergman (phóng viên an ninh cho tờ báo Yediot Ahronoth của Israel đồng thời cũng là một chuyên gia về Mossad): "Chiến dịch này đã ngăn chặn hầu hết chủ nghĩa khủng bố của PLO bên ngoài biên giới Israel. Liệu theo bất kỳ cách nào nó có mang lại hòa bình ở Trung Đông không? Không. Về chiến lược, nó là một sự thất bại hoàn toàn."
Cựu katsa Victor Ostrovsky đã nói rằng việc Meir chỉ đạo Mossad tập trung chủ yếu vào các cá nhân và chiến dịch của PLO đã lấy đi rất nhiều sự chú ý khác của cơ quan tình báo này với những quốc gia láng giềng của Israel. Việc này khiến Mossad đã bỏ qua những dấu hiệu của cuộc chiến tranh Yom Kippur năm 1973, khiến lực lượng phòng vệ Israel bị bất ngờ.

## Văn hóa đại chúng
Cuốn sách năm 1984 Vengeance: The True Story of an Israeli Counter-Terrorist Team, của nhà báo người Canada George Jonas, kể lại câu chuyện về một đội ám sát của Israel từ quan điểm một cựu điệp viên Mossad và là chỉ huy đội, Avner. Avner từ đó được coi là biệt danh của Yuval Aviv, một người Israel hiện đang điều hành một tổ chức điều tra tư nhân tại New York. Tuy nhiên, Jonas bác bỏ rằng Aviv là nguồn tin của ông cho cuốn Vengeance, dù cuốn sách đã không được kiểm tra một cách độc lập ngoài những điều Jonas nói anh ta đã kiểm tra. Jonas chỉ ra một cựu Tổng giám đốc RCMP Security Service, John Starnes, người ông nói tin vào nguồn tin cho câu chuyện của mình. Dù vậy, giám đốc Mossad ở thời điểm diễn ra chiến dịch, Zvi Zamir, đã nói rằng ông ta chưa từng biết Aviv. Nhiều cựu sĩ quan Mossad tham gia vào chiến dịch sự phẫn nộ của Chúa trời cũng đã nói với các nhà báo Anh rằng phiên bản sự kiện của Yuval Aviv không chính xác. Sau khi được xuất bản năm 1984 cuốn sách được liệt kê trong danh sách những sách bán chạy nhất thuộc thể loại giả tưởng và phi giả tưởng tại Anh.
Từ khi ra đời, hai bộ phim đã được sản xuất dựa trên cuốn Vengeance. Năm 1986, Michael Anderson đạo diễn bộ phim cho HBO Sword of Gideon. Steven Spielberg sản xuất một bộ phim thứ hai dựa trên lời kể tháng 12 năm 2005 với tựa đề Munich. Cả hai bộ phim đều sử dụng bí danh của Yuval Aviv là Avner và có một số bản quyền tác giả theo nội dung cuốn sách.